# Маркус Тетнер
Маркус Тетнер (нім. Marcus Thätner; нар. 11 лютого 1985, Франкфурт-на-Одері, НДР) — німецький борець греко-римського стилю, бронзовий призер чемпіонату Європи, учасник Олімпійських ігор.

## Життєпис
Боротьбою почав займатися з 1990 року. 
Виступав за борцівський клуб «RSV Hansa 90» Франкфурт-на-Одері. Тренер — Джерн Леверманн.

## Спортивні результати на міжнародних змаганнях

### Виступи на Олімпіадах
| Змагання                    | Збірна    | Вагова категорія                 | Місце |
| --------------------------- | --------- | -------------------------------- | ----- |
| Літні Олімпійські ігри 2008 | Німеччина | греко-римська боротьба, до 66 кг | 18    |

### Виступи на Чемпіонатах світу
| Змагання                        | Збірна    | Вагова категорія                 | Місце |
| ------------------------------- | --------- | -------------------------------- | ----- |
| Чемпіонат світу з боротьби 2006 | Німеччина | греко-римська боротьба, до 66 кг | 20    |
| Чемпіонат світу з боротьби 2007 | Німеччина | греко-римська боротьба, до 66 кг | 30    |
| Чемпіонат світу з боротьби 2009 | Німеччина | греко-римська боротьба, до 66 кг | 11    |

### Виступи на Чемпіонатах Європи
| Змагання                         | Збірна    | Вагова категорія                 | Місце  |
| -------------------------------- | --------- | -------------------------------- | ------ |
| Чемпіонат Європи з боротьби 2007 | Німеччина | греко-римська боротьба, до 66 кг | Бронза |
| Чемпіонат Європи з боротьби 2008 | Німеччина | греко-римська боротьба, до 66 кг | 11     |
| Чемпіонат Європи з боротьби 2011 | Німеччина | греко-римська боротьба, до 66 кг | 10     |

### Виступи на інших змаганнях
| Змагання                                                        | Збірна    | Вагова категорія                 | Місце  |
| --------------------------------------------------------------- | --------- | -------------------------------- | ------ |
| Гран-прі Німеччини з боротьби 2005                              | Німеччина | греко-римська боротьба, до 66 кг | 9      |
| Тор Мастерс 2006                                                | Німеччина | греко-римська боротьба, до 74 кг | Бронза |
| Тор Мастерс 2007                                                | Німеччина | греко-римська боротьба, до 66 кг | Золото |
| Гран-прі Німеччини з боротьби 2007                              | Німеччина | греко-римська боротьба, до 66 кг | 10     |
| Олімпійський кваліфікаційний турнір з боротьби 2008 (Новий Сад) | Німеччина | греко-римська боротьба, до 66 кг | Бронза |
| Тор Мастерс 2009                                                | Німеччина | греко-римська боротьба, до 66 кг | Золото |
| Гран-прі Німеччини з боротьби 2009                              | Німеччина | греко-римська боротьба, до 66 кг | Бронза |
| Тор Мастерс 2010                                                | Німеччина | греко-римська боротьба, до 74 кг | Срібло |
| Гран-прі Німеччини з боротьби 2010                              | Німеччина | греко-римська боротьба, до 66 кг | 9      |
| Тор Мастерс 2011                                                | Німеччина | греко-римська боротьба, до 66 кг | Золото |

### Виступи на змаганнях молодших вікових груп
| Змагання                                       | Збірна    | Вагова категорія                 | Місце |
| ---------------------------------------------- | --------- | -------------------------------- | ----- |
| Чемпіонат Європи з боротьби серед кадетів 2001 | Німеччина | греко-римська боротьба, до 58 кг | 5     |
| Чемпіонат Європи з боротьби серед кадетів 2002 | Німеччина | греко-римська боротьба, до 63 кг | 6     |
| Чемпіонат світу з боротьби серед юніорів 2005  | Німеччина | греко-римська боротьба, до 66 кг | 5     |